# هيرميتاغ
هيرميتاغ (بالإنجليزية: Hermitage, Arkansas)‏ هي مدينة تقع في مقاطعة برادلي، أركنسو بولاية أركنساس في الولايات المتحدة. تبلغ مساحة هذه المدينة 3 (كم²)، وترتفع عن سطح البحر 56 م، بلغ عدد سكانها 830 نسمة في عام 2000 حسب إحصاء مكتب تعداد الولايات المتحدة.

## التركيبة السكانية
حدّد مكتب تعداد الولايات المتحدة بيانات التركيبة السكانية لهيرميتاغ في تعداد الولايات المتحدة. في ما يلي، التركيبة السكانية حسب تعدادي 2000 و2010.

### تعداد عام 2000
بلغ عدد سكان هيرميتاغ 769 نسمة بحسب تعداد عام 2000، وبلغ عدد الأسر 261 أسرة وعدد العائلات 187 عائلة مقيمة في البلدة. في حين سجلت الكثافة السكانية 275.6 نسمة لكل كيلومتر مربع (713.8/ميل2). وبلغ عدد الوحدات السكنية 361 وحدة بمتوسط كثافة قدره 129.4 لكل كيلومتر مربع (335.1/ميل2).
وتوزع التركيب العرقي للبلدة بنسبة 45.25% من البيض و30.30% من الأمريكيين الأفارقة و0.26% من الأمريكيين الأصليين و0.13% من الأمريكيين ذوي الأصول الآسيوية و22.50% من الأعراق الأخرى و1.56% من عرقين مختلطين أو أكثر و27.57% من الهسبانيون أو اللاتينيون من أي عرق.
بلغ عدد الأسر 261 أسرة كانت نسبة 50.2% منها لديها أطفال تحت سن الثامنة عشر تعيش معهم، وبلغت نسبة الأزواج القاطنين مع بعضهم البعض 40.2% من أصل المجموع الكلي للأسر، ونسبة 26.1% من الأسر كان لديها معيلات من الإناث دون وجود شريك،  بينما كانت نسبة 5.4% من الأسر لديها معيلون من الذكور دون وجود شريكة وكانت نسبة 28.4% من غير العائلات. تألفت نسبة 24.5% من أصل جميع الأسر من عدة أفراد يعيشون في نفس المنزل ونسبة 11.5% كانت تتألف من شخص يعيش بمفرده يبلغ من العمر 65 عاماً أو أكثر. وبلغ متوسط حجم الأسرة المعيشية 2.95، أما متوسط حجم العائلات فبلغ 3.51.
بلغ العمر الوسطي للسكان 24.5 عاماً. وكانت نسبة 36.8% من القاطنين تحت سن الثامنة عشر، وكانت نسبة 14.2% بين الثامنة عشر والرابعة والعشرين عاماً، ونسبة 26% كانت واقعةً في الفئة العمرية ما بين الخامسة والعشرين والرابعة والأربعين عاماً، ونسبة 13.9% كانت ما بين الخامسة والأربعين والرابعة والستين، ونسبة 9.1% كانت ضمن فئة الخامسة والستين عاماً فما فوق. يوجد لكل 100 أنثى 94.7 ذكر، ويوجد لكل 100 أنثى في الثامنة عشر من عمرها فما فوق 91.3 ذكر.
بلغ متوسط دخل الأسرة في البلدة 18,438 دولارًا، أما متوسط دخل العائلة فبلغ 24,792 دولارًا. وكان متوسط دخل الذكور 21,136 دولارًا مقابل 17,500 دولارًا للإناث. وسجل دخل الفرد الخاص بالبلدة 10,571 دولارًا. وكانت نسبة 34.8% من العائلات ونسبة 39.3% من السكان تحت خط الفقر، وكان من هؤلاء نسبة 51.2% تحت سن الثامنة عشر ونسبة 18.1% في الخامسة والستين من العمر وما فوق.

### تعداد عام 2010
بلغ عدد سكان هيرميتاغ 830 نسمة بحسب تعداد عام 2010، وبلغ عدد الأسر 272 أسرة وعدد العائلات 190 عائلة مقيمة في البلدة. في حين سجلت الكثافة السكانية 297.5 نسمة لكل كيلومتر مربع (770.5/ميل2). وبلغ عدد الوحدات السكنية 383 وحدة بمتوسط كثافة قدره 137.3 لكل كيلومتر مربع (355.6/ميل2).
وتوزع التركيب العرقي للبلدة بنسبة 34.94% من البيض و28.55% من الأمريكيين الأفارقة و3.49% من الأمريكيين الأصليين و0.12% من الأمريكيين ذوي الأصول الآسيوية و30.60% من الأعراق الأخرى و2.29% من عرقين مختلطين أو أكثر و42.05% من الهسبانيون أو اللاتينيون من أي عرق.
بلغ عدد الأسر 272 أسرة كانت نسبة 48.2% منها لديها أطفال تحت سن الثامنة عشر تعيش معهم، وبلغت نسبة الأزواج القاطنين مع بعضهم البعض 35.3% من أصل المجموع الكلي للأسر، ونسبة 28.7% من الأسر كان لديها معيلات من الإناث دون وجود شريك،  بينما كانت نسبة 5.9% من الأسر لديها معيلون من الذكور دون وجود شريكة وكانت نسبة 30.1% من غير العائلات. تألفت نسبة 27.9% من أصل جميع الأسر من عدة أفراد يعيشون في نفس المنزل ونسبة 9.6% كانت تتألف من شخص يعيش بمفرده يبلغ من العمر 65 عاماً أو أكثر. وبلغ متوسط حجم الأسرة المعيشية 2.86، أما متوسط حجم العائلات فبلغ 3.53.
بلغ العمر الوسطي للسكان 25.6 عاماً. وكانت نسبة 31.8% من القاطنين تحت سن الثامنة عشر، وكانت نسبة 16.6% بين الثامنة عشر والرابعة والعشرين عاماً، ونسبة 28.2% كانت واقعةً في الفئة العمرية ما بين الخامسة والعشرين والرابعة والأربعين عاماً، ونسبة 15.9% كانت ما بين الخامسة والأربعين والرابعة والستين، ونسبة 7.5% كانت ضمن فئة الخامسة والستين عاماً فما فوق. وتوزع التركيب الجنسي للسكان بنسبة 49% ذكور و51% إناث.

## أعلام
- ديف أوين

## وصلات خارجية
- The US50 - Cities and Towns in Arkansas State
- 2012 United States Census Estimate